# 2-ピリジルエチルアミン
2-ピリジルエチルアミン(2-Pyridylethylamine)は、ヒスタミンのアゴニストである。H1型に選択性を持つ。